# Neudrossenfeld
Neudrossenfeld er en kommune i Landkreis Kulmbach, Regierungsbezirk Oberfranken i den tyske delstat Bayern.

## Geografi
Neudrossenfeld ligger ved floden Roter Main cirka halvvejs mellem Bayreuth og Kulmbach på en klippe der rager ud over floddalen.

### Inddeling
Efter områdereformen i 1970'erne har kommunen følgende landsbyer og bebyggelser:
| - Aichen - Altdrossenfeld - Berghaus - Brücklein - Buch - Dreschen - Dreschenau - Eberhardtsreuth - Eichberg - Eselslohe - Fichtelhof - Fohlenhof | - Grauenthal - Hainbühl - Heidelmühle - Hirschgründlein - Hörethshof - Hornungsreuth - Igelsreuth - Langenstadt - Lehen - Mermettenreuth - Muckenreuth - Neudrossenfeld | - Neuenreuth - Oberbrücklein - Oberkeil - Oberzinkenflur - Pechgraben - Rohr - Rudolphsberg - Schaitz - Schlappach - Schwingen - Tauberhof | - Unterbrücklein - Untergräfenthal - Unterkeil - Unterlaitsch - Unterlettenrangen - Unterobsang - Unterzinkenflur - Waldau - Waldmannsberg - Wehelitz - Zoltmühle |